# Contributio ad Floram Cryptogamam Asiae Boreali-Orientalis
Contributio ad Floram Cryptogamam Asiae Boreali-Orientalis (abreviado Contr. Fl. Crypt. As.) es un libro con ilustraciones y descripciones botánicas que fue escrito por el médico y botánico sueco Sextus Otto Lindberg. Fue publicado en Helsingfors en el año 1872.